# Hsu Li-Kong
Hsu Li-Kong (chinesisch 徐立功, Pinyin Xú Lìgōng; * 27. Dezember 1943) ist ein taiwanischer Filmproduzent, Filmregisseur, Drehbuchautor und Präsident der Zoom Hunt International Productions Co. Ltd (Stand: 2023).

## Leben
Hsu Li-Kong studierte von 1963 bis 1967 an der Katholischen Fu-Jen-Universität und graduierte mit einem Master in Philosophie. Anschließend arbeitete er beim taiwanischen Rundfunksender, bevor er zum Regierungsinformationsamt wechselte. Anschließend wurde er ab 1979 Direktor des Nationalen Filmarchives, von wo aus er ab 1980 das Golden Horse Film Festival reformierte. So teilte er das Filmfest in einen rein chinesische und in eine internationale Sparte. Nach etwa 10 Jahren verließ er das Filmarchiv und wechselte als Produzent zur central Motion Picture Corporation, von wo aus er Filme taiwanischer Regisseure wie Ang Lee und Tsai Ming-liang förderte. 1997 verließ er die Gesellschaft allerdings wieder, um seine eigene Produktionsfirma Zoom Hunt International Productions gründen zu können.
Nachdem Hsu Li-Kong bereits Ang Lees Filme Schiebende Hände, Das Hochzeitsbankett und Eat Drink Man Woman produzierte, war es Tiger and Dragon, für den er nicht Nominierungen als bester Film bei den Independent Spirit Awards und Oscars nominiert wurde, sondern sogar als Bester nicht-englischsprachiger Film bei den BAFTA Film Awards.
Sein Bruder ist der ehemalige Vize-Präsident des Exekutiv-Yuans Hsu Li-teh (徐立德,  Xú Lìdé).

## Filmografie (Auswahl)
- 1992: Rebellen im Neonlicht (Rebels of the Neon God; 青少年哪吒; Qīng-shàonián Nézhā)
- 1992: Schiebende Hände (Pushing Hands; 推手; Tuī shǒu) (Ausführender Produzent)
- 1993: Das Hochzeitsbankett (The Wedding Banquet; 喜宴; Xǐyàn) (Produktionsleiter)
- 1994: Eat Drink Man Woman (飲食男女; Yǐn Shí Nán Nǚ) (Produzent)
- 1994: Vive l’Amour – Es lebe die Liebe (Vive L’Amour; 愛情萬歲; Àiqíng wànsuì)
- 1997: Der Fluss (Héliú, 河流)
- 1998: Heiratskandidaten (The Personals; 徵婚啟事; Zhēnghūn qǐshì)
- 2000: Tiger and Dragon (Crouching Tiger, Hidden Dragon; 臥虎藏龍; Wòhǔ Cánglóng) (Produzent)

## Auszeichnungen (Auswahl)
- Oscar
  - 2001: Bester Film – Tiger and Dragon (nominiert)

- BAFTA Film Award
  - 2001: Bester nicht-englischsprachiger Film – Tiger & Dragon

- Independent Spirit Awards
  - 1995: Bester Film – Eat Drink Man Woman (nominiert)
  - 2001: Bester Film – Tiger & Dragon